# Avignon (regionale Grafschaftsgemeinde)
Avignon ist eine regionale Grafschaftsgemeinde (französisch municipalité régionale du comté, MRC) in der kanadischen Provinz Québec.
Sie liegt in der Verwaltungsregion Gaspésie–Îles-de-la-Madeleine und besteht aus 13 untergeordneten Verwaltungseinheiten (eine Stadt, neun Gemeinden, eine Kantonsgemeinde und zwei gemeindefreie Gebiete). Die MRC wurde am 18. März 1981 gegründet. Der Hauptort ist Nouvelle. Die Einwohnerzahl beträgt 14.461 (Stand: 2016) und die Fläche 3487,51 km², was einer Bevölkerungsdichte von 4,1 Einwohnern je km² entspricht.

## Gliederung
Stadt (ville)
- Carleton-sur-Mer

Gemeinde (municipalité)
- Escuminac
- L’Ascension-de-Patapédia
- Maria
- Matapédia
- Nouvelle
- Pointe-à-la-Croix
- Saint-Alexis-de-Matapédia
- Saint-André-de-Restigouche
- Saint-François-d’Assise

Kantonsgemeinde (municipalité de canton)
- Ristigouche-Partie-Sud-Est

Gemeindefreies Gebiet (territoire non-organisé)
- Rivière-Nouvelle
- Ruisseau-Ferguson

## Angrenzende MRC und vergleichbare Gebiete
- La Mitis
- La Matapédia
- Bonaventure
- Restigouche County, New Brunswick

Auf dem Gebiet der MRC Avignon liegen auch die Indianerreservate Gesgapegiag und Listuguj, die jedoch autonom verwaltet werden und Enklaven bilden.